# Chrysogaster cemiteriorum
Chrysogaster cemiteriorum is een vlieg uit de familie van de zweefvliegen (Syrphidae). De wetenschappelijke naam van de soort werd als Musca cemiteriorum in 1758 gepubliceerd door Carl Linnaeus.